# Пэроди, Дайсон
Дайсон Пэроди (англ. Dyson Parody; род. 7 августа 1984, Гибралтар, Британские заморские территории) — профессиональный игрок в дартс из Гибралтара, который в настоящее время участвует в турнирах Профессиональной корпорации дартса (PDC).

## Карьера
Пэроди представлял Гибралтар с Диланом Дуо на Кубке мира по дартсу 2010 года. Гибралтарцы проиграли со счетом 4:6 сборной России в первом раунде. Спустя два года они снова играли вместе на Кубке мира и проиграли 4:5 Дании в первом раунде, при этом Дуо не использовал два дротика за матч.
Пэроди играл на своем третьем Кубке мира по дартсу с Дуо в феврале 2013 года, но они финишировали в нижней части группы E после проигрыша Польше 2:5 и Нидерландам 0:5. В июне Дайсон прошел квалификацию на Gibraltar Darts Trophy вместе с партнёрами по сборной Диланом Дуо, Мануэлем Вилерио и Джорджем Федерико, и, несмотря на то, что он начал свой матч первого раунда со 180 очков, он проиграл Энди Хэмилтону 3:6. На Кубке мира по дартсу 2014 года Пэроди и Дуо проиграли Швеции со счетом 2:5 в первом раунде. Пэроди победил Хенри Сапату 6:0 в Gibraltar Darts Trophy, закрыв по ходу матча 152 и 101. Он также закрыл 160 очков во втором раунде против Гэри Андерсона, но проиграл 2:6.
Во второй день PDC Q-School 2015 года Пэроди играл матч первого раунда против Пола Милфорда, выиграл один из легов за 9 дротиков, но в итоге проиграл 4:5. Пэроди впервые выступил партнером Мануэля Вилерио на Кубке мира, и они обеспечили первую победу Гибралтара на этом мероприятии, победив Италию со счетом 5:2. Однако они проиграли свои одиночные матчи во втором раунде против Австралии и выбыли из турнира.
Квалифицировавшимися помимо Пэроди на Gibraltar Darts Trophy стали Энтони Лопес, Дэвид Фрэнсис и Джордж Федерико, а Дайсон стал первым игроком из Гибралтара, вышедшим в четвертьфинал турнира европейского тура, а также первым игроком из Гибралтара, победившим иностранца (это случилось в матче против Дирка ван Дёйвенбоде). Во втором раунде он победил Йелле Клаасена со счетом 6:5 со средним показателем набора 93,39. В третьем раунде Пэроди обыграл Макса Хоппа 6:4. Следующим соперником Пэроди стал победитель турнира, первый номер мира Майкл ван Гервен . Пэроди не реализовал три дротика на матч и проиграл 6:5. Пэроди и Мануэль Вилерио проиграли в первом раунде Кубка мира со счетом 2:5 Норвегии. Хавьер Гарсия Токеро со счетом 6:4 в полуфинале квалификационного турнира Южной Европы на чемпионат мира 2017 года обыграл Пэроди, не позволив ему впервые выступить на чемпионате мира.
На Кубке мира 2017 года Пэроди и Дуо проиграли Англии со счетом 2:5 в первом раунде.